# Hans Möller (Maler)
Hans Möller (* 18. November 1914 in Bremen; † 11. Oktober 2001 bei Neustadt in Holstein) war ein deutscher Maler, Grafiker und Illustrator. Zu seinen bekanntesten Arbeiten zählen seine Zeichnungen für Filmplakate der Nachkriegszeit sowie Entwürfe für Titelseiten von Heftromanen und Hörspiel-Cover.

## Werdegang
Hans Möller studierte von 1931 bis 1933 Malerei und Grafik an der Hochschule für Künste Bremen. Nebenbei machte er eine Lehre bei einer Malerfirma für Anstreichausführungen und absolvierte eine Ausbildung für Theater- und Dekorationsmalerei.
Nachdem Möller 1936 in den Militärmusikdienst aufgenommen worden war, erhielt er 1939 eine Stelle als Zeichner für die Propagandapresse bei der Luftwaffe der Wehrmacht, die er bis zum Ende des Zweiten Weltkrieges hatte.
Nach dem Krieg führte er Dekorationsmalereien für Ballett- und Theater-Revuen in Hamburg aus. Dabei wurde er als Zeichner für die Filmindustrie entdeckt. Er entwarf von 1946 bis 1963 die Filmplakate für den Europa-Filmverleih, die DEFA und für Rank-Film. Nebenbei war er auch Werbezeichner für den Automobilhersteller Opel.
Mitte der 1960er Jahre verlegte Möller seinen beruflichen Schwerpunkt auf die Gestaltung von Heftroman- und Hörspiel-Cover. Bis 1980 illustrierte er die Science-Fiction-Serien Rex Corda und Utopia Zukunftsroman. Die Cover-Illustrationen für Hörspiele führte er hauptsächlich für die Label Polygram und Europa aus. Es entstanden die Bilder für bekannte Produktionen, wie Commander Perkins, Die Hexe Schrumpeldei und Hui Buh (auch die Buchcover). Weitere Arbeiten waren Hörspiele für die Bessy-Comics, für die Fernsehserie Kung Fu sowie für die Romane Die Schweizer Robinson Familie, David Copperfield oder Werke von Karl May und Jules Verne. Daneben fertigte Möller auch zahlreiche Auftragszeichnungen für Zeitungen, wie das Hamburger Abendblatt, die Welt am Sonntag, die Freizeit Revue, Die Aktuelle und die Bild an.
Von 1980 bis 1998 übernahm er Aufträge für Porträts, Ausstattungsmalereien und Restaurationsmalerarbeiten, kopierte Gemälde großer Meister, zeichnete aber auch weiterhin noch aktuelle Themen für Zeitschriften und Zeitungen.

## Privates
Hans Möller war zweimal verheiratet. Von seiner ersten Frau trennte er sich 1962/63. Mit ihr hatte er einen Sohn. Als er 1960 an Kinderlähmung erkrankte, lernte Möller seine zweite Ehefrau kennen, die seine Krankengymnastin war. Sie heirateten im Jahr 1964. Aus der Verbindung ging ein weiterer Sohn (Kay, * 1965) hervor. Ab 1998 verlor Möller zunehmend seine Sehkraft und begann seine Autobiografie zu schreiben.
Hans Möller verstarb am 11. Oktober 2001 im Alter von 86 Jahren in seinem Haus an der Lübecker Bucht bei Neustadt in Holstein.

## Werke (Auswahl)

### Filmplakate
- 1946: Die Mörder sind unter uns
- 1948: Film ohne Titel
- 1949: Eroica
- 1950: Föhn
- 1954: Eine Frau von heute
- 1954: Die Fahrten des Odysseus
- 1954: Die gebrochene Lanze
- 1954: Die Stadt ist voller Geheimnisse
- 1955: Des Teufels General
- 1955: Wie werde ich Filmstar?
- 1956: Drei Uhr nachts
- 1956: Der Hauptmann von Köpenick
- 1956: Mädchen mit schwachem Gedächtnis
- 1956: Nichts als Ärger mit der Liebe
- 1957: Bekenntnisse des Hochstaplers Felix Krull
- 1957: Die Frühreifen
- 1957: Der Mann, der sterben muß
- 1958: Das Mädchen vom Moorhof
- 1958: Der Maulkorb
- 1958: Meine 99 Bräute
- 1959: Serengeti darf nicht sterben
- 1960: Der Rächer
- 1961: Blond muß man sein auf Capri
- 1961: Frau Cheneys Ende
- 1962: Boccaccio 70
- 1962: Heute kündigt mir mein Mann
- 1962: Pontius Pilatus – Statthalter des Grauens
- 1963: Verführung am Meer
- 1964: Maciste, der Held von Sparta
- 1965: Kennwort „Schweres Wasser“
- 1965: Das zehnte Opfer
- 1968: Heute ich… morgen Du!
- 1968: Schreie in der Nacht
- 1969: Der Kerl liebt mich – und das soll ich glauben?
- 1970: Cannabis – Engel der Gewalt
- 1970: Satan der Rache
- 1970: Unter den Dächern von St. Pauli
- 1971: Haie an Bord

### Heftromanserien
- 1966–1967: Rex Corda
- 1966–1978: Utopia Zukunftsroman

### Hörspiele
- 1966: Das Wirtshaus im Spessart
- 1968–1977: Winnetou (8 Folgen)
- 1972: Jules Verne – Reise zum Mittelpunkt der Erde
- 1973: Jules Verne – Der Kurier des Zaren
- 1973: Bessy (2 Folgen)
- 1973–1979: Die Hexe Schrumpeldei (11 Folgen)
- 1973–1979: Hui Buh, das Schloßgespenst (14 Folgen)
- 1974–1979: Die drei Schweinchen (5 Folgen)
- 1975–1977: Black Beauty (4 Folgen)
- 1975: Charles Dickens – David Copperfield
- 1976–1980: Commander Perkins
- 1976: Spuki – Das Schloßgespenst (Folge 1 von 3, später bei Maritim als Spuki – Das Schreckgespenst von Schloss Fürstenfurt)
- 1976: Kung Fu (3 Folgen)